# Janowo (gmina Kleczew)
Janowo – wieś w Polsce położona w województwie wielkopolskim, w powiecie konińskim, w gminie Kleczew.
W latach 1975–1998 miejscowość należała administracyjnie do województwa konińskiego.